# Ortheziolacoccus angolaensis
Ortheziolacoccus angolaensis är en insektsart som först beskrevs av Ferenc Kozár och Konczné Benedicty 1999.  Ortheziolacoccus angolaensis ingår i släktet Ortheziolacoccus och familjen vaxsköldlöss.
Artens utbredningsområde är Angola. Inga underarter finns listade i Catalogue of Life.